# باك سو يون
باك سو يون (الكورية: 백 수연) (من مواليد 1 يوليو 1991 في سيول) هي سباحة كورية جنوبية متخصصة في سباقات الصدر. تغلبت على زميلتها جونغ سيول كي في الحصول على ميدالية برونزية بواقع 0.31 ثانية في سباق 200 متر صدر في دورة الألعاب الآسيوية 2010 في غوانزو بالصين بتوقيت 1:20:22. باك هي أيضا عضوة في نادي السباحة كانغ وون دو تشونغ في سيول.
تأهلت مرة أخرى لسباق 200 متر سباحة صدر للنساء في دورة الألعاب الأولمبية الصيفية 2012 في لندن عن طريق التفوق على زمن الدخول إلى المعيار القياسي 2:26.61 في بطولة العالم للاتحاد الدولي للسباحة في شنغهاي، الصين. وشاركت في سابع أسرع زمن بالتعادل 2:25.76 مع جي ليبينغ الصينية في الدورات التمهيدية الصباحية لتأمين مكان في الدور قبل النهائي. في الجلسة المسائية لم تحقق باك أحد المراكز الثمانية الأولى واكتفت بالحلول تاسعة في الدور قبل النهائي بفارق 0.21 من الثانية لتخفّض وقتها الأولمبي إلى 2:24.67.